# Cincle à tête blanche
Cinclus leucocephalus
Espèce
Répartition géographique
Statut de conservation UICN

 LC  : Préoccupation mineure
Le Cincle à tête blanche (Cinclus leucocephalus) est une espèce d'oiseaux de la famille des Cinclidae.

## Sous-espèces et répartition
D'après la classification de référence (version 5.2, 2015) du Congrès ornithologique international, cette espèce est constituée des trois sous-espèces suivantes (ordre phylogénique) :
- C. l. rivularis Bangs, 1899 – Sierra Nevada de Santa Marta
- C. l. leuconotus P. L. Sclater, 1858 – Cordillère des Andes, du Venezuela à l'Équateur.
- C. l. leucocephalus Tschudi, 1844 – Cordillère des Andes, du Pérou au nord-ouest de la Bolivie.